# Ride the Lightning
Ride the Lightning é o segundo álbum de estúdio da banda americana de heavy metal Metallica, lançado em 27 de julho de 1984 pela gravadora independente Megaforce Records. O álbum foi gravado em três semanas com o produtor Flemming Rasmussen no Sweet Silence Studios, localizado em Copenhague, Dinamarca. A arte da capa, baseada em um conceito do Metallica, mostra uma cadeira elétrica sendo atingida por um raio que flui do logotipo da banda. O nome do álbum foi inspirado em uma passagem do romance The Stand, de Stephen King, em que um dos personagens usa a frase para se referir à execução por cadeira elétrica.
Embora enraizado no gênero thrash metal, o álbum demonstrou o amadurecimento musical e a sofisticação lírica da banda. O baixista Cliff Burton introduziu os fundamentos da teoria musical à banda e teve mais participação na composição das músicas. Além dos ritmos rápidos de seu álbum de estreia Kill 'Em All, o Metallica ampliou sua abordagem ao usar violões acústicos, instrumentais extensos e harmonias mais complexas. Os custos gerais de gravação foram pagos pela gravadora europeia do Metallica, a Music for Nations, porque a Megaforce não os pôde cobrir. É o último álbum a apresentar contribuições de composição do ex-guitarrista principal Dave Mustaine e o primeiro a apresentar contribuições do sucessor Kirk Hammett.
Ride the Lightning recebeu boas avaliações dos críticos, que o consideraram um esforço mais ambicioso do que o álbum antecessor. O Metallica promoveu o disco na turnê europeia Bang That Head That Doesn't Bang em 1984 e nos Estados Unidos na primeira metade de 1985. No mesmo ano, a banda também se apresentou em grandes festivais de música, como o Monsters of Rock e o Day on the Green. Dois meses após o seu lançamento, a Elektra Records assinou um contrato de vários anos com o Metallica e relançou o álbum. Ride the Lightning atingiu o número 100 na parada Billboard 200, praticamente sem exibição nas rádios. Embora inicialmente tenham sido distribuídas 75 000 cópias para o mercado americano, o álbum vendeu meio milhão até novembro de 1987. Em 2012, recebeu seis certificações de platina pela Recording Industry Association of America (RIAA) por ter vendido seis milhões de cópias nos Estados Unidos.

## História
O Metallica lançou seu álbum de estreia, Kill 'Em All, em 25 de julho de 1983, pela gravadora independente Megaforce Records. O álbum ajudou a estabelecer o thrash metal, um subgênero de heavy metal definido por vigorosos riffs e percussão intensa. Depois de terminar a turnê promocional, o Metallica começou a compor um material novo e, em setembro, começou a tocar canções que seriam lançadas em Ride the Lightning em concertos. Devido à falta de dinheiro da banda, frequentemente seus membros faziam apenas uma refeição por dia e se hospedavam na casa dos fãs, enquanto tocavam em clubes por todo os Estados Unidos. Um incidente ocorreu quando parte do equipamento da banda foi roubado em Boston. Entretanto, o Anthrax acabou emprestando seu equipamento para o Metallica terminar o resto dos shows. Quando não faziam apresentações, a banda ficava em uma casa alugada em El Cerrito, Califórnia, chamada de Mansão Metallica. O frontman James Hetfield sentia que era difícil fazer as funções de vocalista e guitarrista ao mesmo tempo, e então a banda ofereceu a vaga de vocalista para John Bush, do Armored Saint, que acabou recusando a oferta, pois o Armored Saint estava indo bem na época.
Hetfield gradualmente foi se acostumando e permaneceu com as duas funções. O Metallica iniciou as gravações em 20 de fevereiro de 1984 no Sweet Silence Studios em Copenhagen, Dinamarca. O álbum foi produzido por Flemming Rasmussen, fundador do estúdio. O baterista Lars Ulrich escolheu Rasmussen porque gostou do seu trabalho em Difficult to Cure (1981) do Rainbow e estava entusiasmado para gravar na Europa. Rasmussen, que não conhecia o Metallica, concordou em trabalhar no álbum, apesar dos empregados de seu estúdio questionarem o talento da banda. Rasmussen ouviu algumas fitas do Metallica, antes dos membros chegarem e pensou que a banda tivesse grande potencial. O Metallica ensaiou o material do disco na sala de ensaios do Mercyful Fate em Copenhagen.

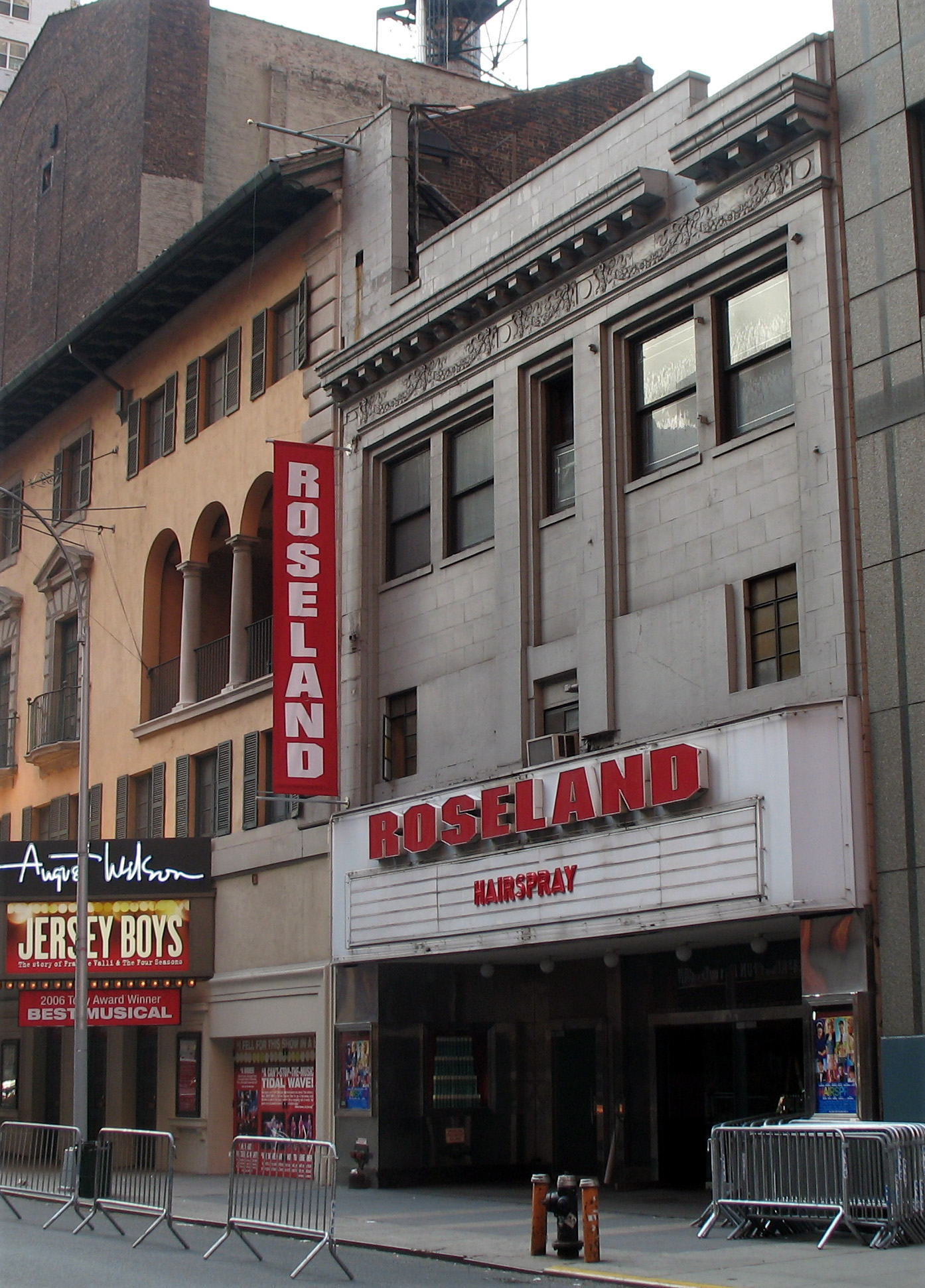
O Metallica apareceu em segundo lugar e tocou dez músicas no show com ingressos esgotados no Roseland Ballroom de Nova Iorque em 3 de agosto de 1984.

Antes de entrar no estúdio, o Metallica coletou ideias em gravações de "riff tape" de várias jam sessions. Hetfield e Ulrich passaram pelas fitas e selecionaram os riffs mais fortes para montar as músicas. Os instrumentos foram gravados separadamente, com apenas Hetfield tocando guitarra ritmica. Rasmussen, com o apoio do roadie de bateria Flemming Larsen, ensinou o básico de tempo e duração do ritmo a Ulrich, que tinha uma tendência a aumentar a velocidade e pouco conhecimento da teoria do ritmo. As baterias foram gravadas em um armazém vazio nos fundos do estúdio, que não era à prova de som e causava reverberação. Embora quatro faixas já estivessem arranjadas, os membros da banda não estavam acostumados a criar músicas no estúdio, pois não o haviam feito para o álbum Kill 'Em All. "For Whom the Bell Tolls", "Trapped Under Ice" e "Escape" foram escritas principalmente em Copenhague, e a banda deu os toques finais em "Fight Fire with Fire", "Ride the Lightning", "Creeping Death" e "The Call of Ktulu", que já haviam sido tocadas ao vivo.
O guitarrista principal Kirk Hammett retirou o nome do álbum de um trecho do romance The Stand de Stephen King. A arte da capa, mostrando uma cadeira elétrica entre raios, foi concebida antes do início da gravação. O Metallica teve dificuldades iniciais na gravação porque o equipamento foi roubado três semanas antes de a banda chegar a Copenhague. Os membros da banda dormiam no estúdio durante o dia, pois não podiam pagar um hotel, e gravavam à noite, porque o estúdio estava reservado por outros artistas durante o dia. Como o grupo estava em busca de um contrato com uma grande gravadora, vários representantes de A&R de diferentes gravadoras visitaram o estúdio. A princípio, parecia que o Metallica assinaria com a Bronze Records, mas o acordo foi cancelado porque o executivo da gravadora, Gerry Bron, não apreciou o trabalho feito no Sweet Silence Studios e queria que a edição dos EUA fosse remixada pelo engenheiro Eddie Kramer, e até considerou regravar o álbum em outro estúdio. O Metallica ficou desanimado com a falta de compartilhamento da visão artística da banda por parte de Bron e decidiu procurar outra gravadora para o lançamento nos EUA, embora a Bronze já tivesse anunciado o Metallica como uma de suas bandas.
O Metallica teve que gravar rapidamente porque shows europeus estavam agendados para 29 dias após terem entrado no estúdio. A gravação foi finalizada em 14 de março e a Megaforce lançou o álbum em 27 de julho. Embora o orçamento original do álbum ter sido estipulado em 20 mil dólares, o custo final foi de 30 mil. A Music for Nations, gravadora europeia do Metallica, pagou os custos de estúdio já que Jon Zazula, dono da Megaforce, não pôde arcar com o excedente. A banda estava descontente com a falta de divulgação da Megaforce e decidiu cortar os laços com Zazula. Michael Alago, funcionário da gravadora Elektra Records, notou o Metallica em um show em San Francisco e convidou o chefe da Elektra junto a uma equipe para ver um show deles em agosto em New York. A performance no Roseland Ballroom, com Anthrax e Metallica abrindo para o Raven, satisfez a equipe da Elektra, que oferecem um contrato para a banda na manhã seguinte. Em 12 de setembro, o Metallica assinou com a Elektra, que relançou o álbum em 19 de novembro. Cliff Burnstein e Peter Mensch da Q Prime foram apontados como novos empresários da banda. Ride the Lightning foi o último disco do Metallica a contar com contribuições do antigo guitarrista da banda, Dave Mustaine, que recebeu crédito pela composição da faixa-título e da instrumental "The Call of Ktulu". O álbum também representa a primeira vez que Hammett recebeu crédito de composição.

## Música e letra
Críticos de música afirmam que Ride the Lightning apresenta uma maior maturidade musical, com músicas sonoramente mais amplas do que Kill 'Em All, que foi notado por seu som unidimensional. Esse desenvolvimento é parcialmente devido ao conhecimento téorico-musical do baixista Cliff Burton, que ensinou a Hetfield como aumentar as notas principais com contramelodias complementares e como funciona a harmonia básica de guitarra, o que se refletiu nas composições das músicas. Hetfield desenvolveu letras mais socialmente conscientes, bem como referências sombrias e semi-filósoficas. Ulrich explicou que o Metallica optou por não depender estritamente de tempos rápidos como no álbum anterior, mas explorar outras abordagens musicais que soassem poderosas e pesadas. Kevin Fisher da revista Grinder resumiu o álbum como "thrash definitivo, destruição e desfoque total" que o lembrou da velocidade e potência de Kill 'Em All. O jornalista musical Martin Popoff observou que Ride the Lightning oferecia "sofisticação e brutalidade em igual medida" e era visto como algo novo na época de seu lançamento. Discutindo o conteúdo lírico do álbum, o filósofo William Irwin escreveu: "Após Kill 'Em All, a rebelião e a agressão se tornaram muito mais focadas à medida que o inimigo se tornava mais claramente definido. O Metallica estava profundamente preocupado com vários domínios nos quais o homem comum era injustamente, mas engenhosamente, enganado. Mais precisamente, eram altamente críticos daqueles no poder".
A introdução acústica em tom maior de "Fight Fire with Fire" exibe a evolução do Metallica para um estilo de composição de músicas mais harmônico e complexo. A música mais rápida do Metallica, em termos de velocidade de palhetada, é impulsionada por riffs ágeis de palhetagem alternada nas estrofes e no refrão. O solo estendido no final se dissolve em um efeito sonoro de uma vasta explosão nuclear. O riff principal foi gravado durante a Kill 'Em All Tour e a introdução acústica era algo que Burton, na época, tocava no violão. Os temas líricos se concentraram na aniquilação nuclear e, especificamente, criticam a doutrina da destruição mútua assegurada.
"Ride the Lightning" é a primeira música do Metallica a enfatizar o sofrimento do sistema prisional. As letras estão na perspectiva de um prisioneiro no corredor da morte, antecipando a execução na cadeira elétrica. A música, uma das duas faixas do álbum com créditos a Mustaine, começa em um andamento moderado que gradualmente acelera à medida que a música avança. Um dos riffs, originalmente composto por Mustaine, foi simplificado. A música apresenta uma seção instrumental destacada pelo solo de Hammett. De acordo com Hetfield, a música não é uma crítica à pena de morte, mas uma história de um homem condenado à morte por um crime que não cometeu, como nas primeiras letras: "Guilty as charged/But damn it/It ain't right".
"For Whom the Bell Tolls" começa com o som de um sino tocando, seguido por um riff e uma melodia de baixo em registros mais altos. A introdução cromática, que Burton escreveu antes de se juntar ao Metallica, é frequentemente confundida com uma guitarra elétrica, mas na verdade é o baixo de Burton em tonalidade mais alta, com distorção e um pedal wah-wah. As letras foram inspiradas no romance, escrito em 1940 por Ernest Hemingway, Por Quem os Sinos Dobram que explora o horror e a desonra da guerra moderna. "For Whom the Bell Tolls" foi lançada como um single promocional em duas versões, uma edição no lado A e outra no lado B.
"Fade to Black" é uma power ballad com letras sobre suicídio. Hetfield escreveu os versos porque se sentiu impotente após o roubo do equipamento da banda, antes do show de janeiro de 1984 em Boston. A música inicia com uma introdução de violão sobreposta com solos de guitarra elétrica. A música se torna progressivamente mais pesada e rápida, terminando com solos de guitarra em várias camadas. Os acordes arpegiados e o canto calmo eram incongruentes com as bandas de thrash metal da época e decepcionaram alguns dos fãs do Metallica. A estrutura da música prenuncia baladas posteriores da banda, como "Welcome Home (Sanitarium)", "One" e "The Day That Never Comes". "Fade to Black" foi lançada como um single promocional em 1984.
"Trapped Under Ice" trata de uma pessoa que acorda de um estado criogênico. Percebendo que não há para onde ir e que ninguém virá em seu socorro, a pessoa aguarda impotente a iminente perdição. A música é construída sobre um riff ruidoso de palhetada rápida, reminiscente da faixa de abertura do álbum. Ela foi inspirada por uma faixa que a antiga banda de Hammett, Exodus, havia gravado como demo chamada "Impaler", lançada posteriormente no álbum de 2004 da banda, Tempo of the Damned.
"Escape" originalmente tinha o título "The Hammer" e era destinada a ser lançada como um single devido aos riffs mais leves e à estrutura de musical convencional. A introdução traz uma melodia de baixo em contraponto e um riff de guitarra pesada que se resolve em um riff padrão de palhetada descendente. "Escape" é a música do Metallica que Hetfield mais detesta, pois foi produzida após a gravadora forçar o grupo a escrever algo mais amigável para a rádio. Os escritores Mick Wall e Malcolm Dome disseram que a música foi influenciada pelo album-oriented rock das bandas dos anos 1970, como Journey e Foreigner. O Metallica tocou "Escape" ao vivo apenas uma vez, no festival Orion Music + More de 2012, enquanto tocava Ride the Lightning na íntegra.
"Creeping Death" descreve a Praga da Morte dos Primogênitos (Êxodo 12:29). As letras tratam das dez pragas que assolaram o Antigo Egito; quatro delas são mencionadas ao longo da música, bem como a Páscoa judaica. O título foi inspirado em uma cena de The Ten Commandments, filme a que a banda assistiu na casa de Burton. A ponte, com seu refrão "Die, by my hand!" (Morra, pela minha mão!), foi originalmente escrita por Hammett para a música "Die by His Hand" enquanto ele tocava no Exodus, que a gravou como uma demo, mas não a incluiu em um álbum de estúdio. O jornalista Joel McIver chamou a música de um "hino de mosh pit" devido aos seus temas líricos épicos e atmosfera dramática. "Creeping Death" foi lançada como um single com um lado B intitulado Garage Days Revisited, composto por covers de "Am I Evil?" do Diamond Head e "Blitzkrieg" da banda homônima.
"The Call of Ktulu", provisoriamente intitulada "When Hell Freezes Over", foi inspirada no livro de H. P. Lovecraft, The Shadow over Innsmouth, que foi apresentado ao restante da banda por Burton. O título foi retirado de uma das histórias-chave de Lovecraft com Cthulhu, The Call of Cthulhu, embora o nome original tenha sido modificado para "Ktulu" para facilitar a pronúncia. A faixa começa com uma progressão de acordes de Ré menor na introdução, escrita por Mustaine (Mustaine posteriormente reutilizou a estrutura de acordes na faixa "Hangar 18" do Megadeth), seguida de um solo de baixo de dois minutos sobre um padrão rítmico de riff. O maestro Michael Kamen rearranjou a peça para o projeto S&M do Metallica, em 1999, e ganhou um Grammy Award para Melhor Performance de Rock Instrumental em 2001.

## Recepção e legado
"Ride the Lightning" recebeu aclamação generalizada da crítica musical. De acordo com a revista Q, o álbum confirmou o status do Metallica como a principal banda de heavy metal da era moderna. A revista deu créditos ao grupo por redefinir as normas do thrash metal com "Fade to Black", a primeira power ballad do gênero. A revista de rock britânica Kerrang! afirmou que a maturidade e a inteligência musical do álbum ajudaram o Metallica a expandir os limites do heavy metal. Greg Kot do Chicago Tribune descreveu Ride the Lightning como uma extensão mais refinada da estreia do grupo. Em uma crítica retrospectiva, Channing Freeman da Sputnikmusic considerou-o um dos poucos álbuns que podem ser, ao mesmo tempo, encantadores e poderosos. Elogiou a performance vocal de Hetfield e concluiu que o Metallica estava "a todo vapor". Steve Huey, do AllMusic, considerou o álbum um esforço mais ambicioso e notável do que Kill 'Em All e o chamou de um "clássico do metal de todos os tempos", devido à rica criatividade musical da banda e às letras que evitaram clichês do heavy metal.
O The Rolling Stone Album Guide o definiu como um grande passo para a frente da banda e que estabeleceu o conceito dos dois álbuns seguintes do Metallica. Colin Larkin, escrevendo na Encyclopedia of Popular Music, destacou "For Whom the Bell Tolls" como um exemplo do crescente potencial musical do Metallica. Popoff considera Ride the Lightning como um álbum em que o "metal extremo se tornou arte". "Este literalmente foi o primeiro álbum desde Sad Wings of Destiny (de Judas Priest, em 1976) em que o livro de regras mudou", afirmou Popoff. Em uma análise da reedição de 2016, Jason Anderson da Uncut considerou Ride the Lightning o segundo melhor álbum do Metallica, que definiu o ritmo para o metal nos anos seguintes.
A Megaforce inicialmente produziu 75 000 cópias do álbum para o mercado dos EUA, enquanto a Music for Nations atendeu ao mercado europeu. Até o final de 1984, 85 000 cópias de Ride the Lightning haviam sido vendidas na Europa, resultando na primeira capa do Metallica para a Kerrang! em sua edição de dezembro. Após assinar com o Metallica, a Elektra lançou o single "Creeping Death" com uma capa retratando uma ponte e um crânio pintado de cinza e verde. O álbum atingiu a posição 100 na Billboard 200 sem exibição nas rádios. Em 1984, a gravadora francesa Bernett Records produziu por engano 400 cópias com a capa verde, em vez de azul. Ride the Lightning alcançou a certificação de ouro até novembro de 1987 e, em 2012, obteve seis certificações de platina pela Recording Industry Association of America (RIAA) por seis milhões de unidades vendidas nos EUA.
Em 2016, junto com Kill 'Em All, foi reeditado em uma coletânea com demos e gravações ao vivo. Muitas publicações de rock incluíram Ride the Lightning em suas listas dos melhores álbuns. O álbum ficou em quinto lugar na lista de "Top 25 Álbuns de Metal" da IGN Music. A Spin o listou como um essencial do thrash metal, declarando-o "o thrash mais thrash de todos". De acordo com a Guitar World, Ride the Lightning "não apenas mudou a trajetória da banda — redefiniu o curso do metal em si". Corey Deiterman do Houston Press considera Ride the Lightning o álbum mais influente do Metallica, afirmando que teve um impacto duradouro em gêneros como crossover thrash e hardcore punk. Em 2017, foi classificado em 11º lugar na lista de "100 Maiores Álbuns de Metal de Todos os Tempos" da Rolling Stone. Em uma entrevista de 1991, Jason Newsted afirmou que Ride the Lightning era o segundo melhor álbum do Metallica, ao lado de Metallica, "o melhor álbum de todos os tempos".

## Turnês

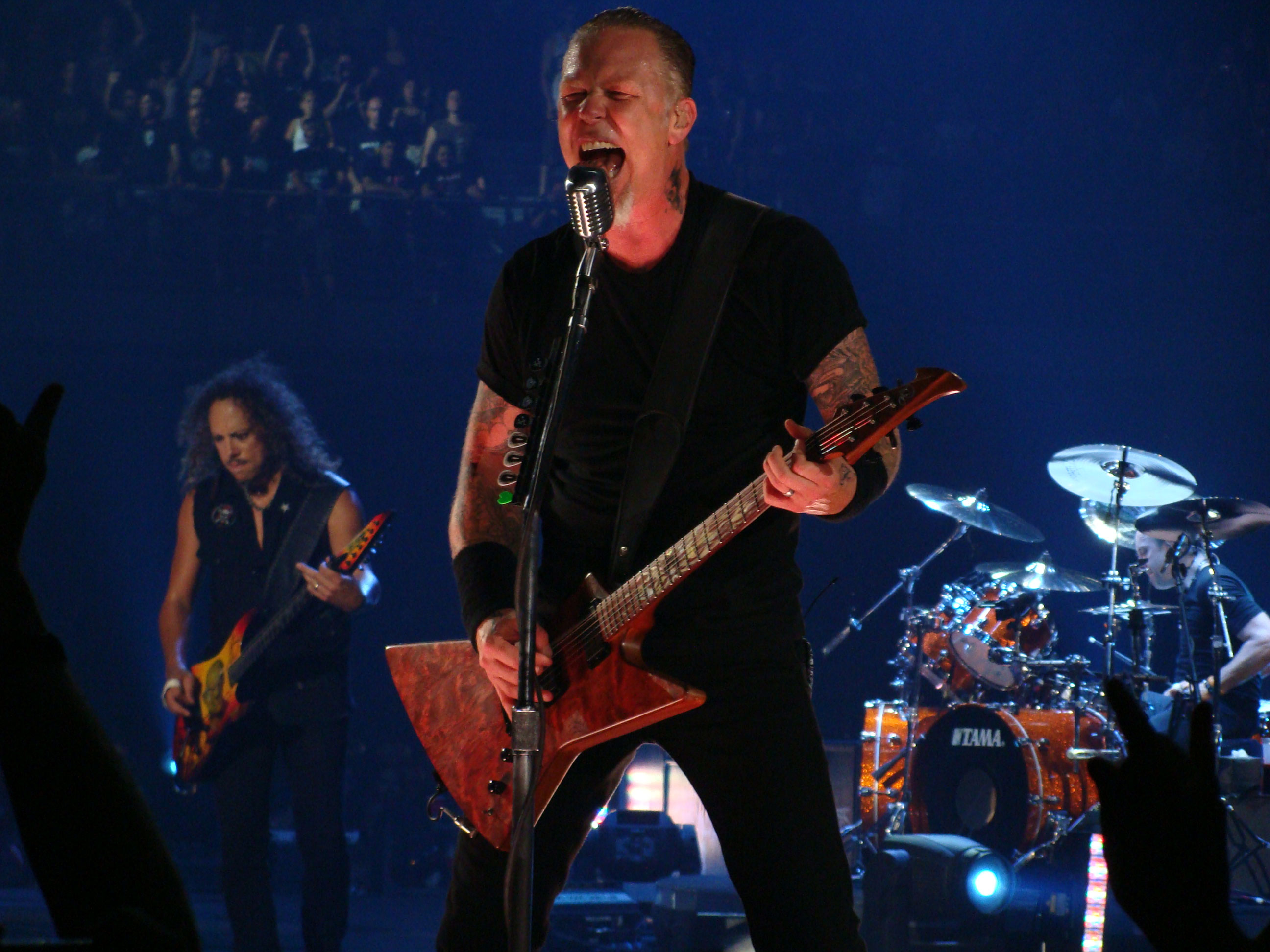
O Metallica (na foto de 2009) começou a usar "Ecstasy of Gold" de Ennio Morricone como música de introdução de seus concertos em 1984.

Após o término das gravações, o fundador da Music for Nations, Martin Hooker, quis organizar uma turnê no Reino Unido em março–abril de 1984 com Exciter, Metallica e The Rods. A Hell on Earth Tour nunca se concretizou devido às baixas vendas de ingressos. Para promover Ride the Lightning, o Metallica iniciou a turnê europeia Bang That Head That Doesn't Bang em 16 de novembro, em Rouen, França, com a banda de new wave inglesa Tank como apoio. A turnê continuou agendada na Bélgica, Itália, Alemanha e países nórdicos, com uma média de público de 1.300 pessoas. Após uma pausa de Natal, o grupo embarcou em uma turnê norte-americana de 50 datas, primeiro como co-headliners com o W.A.S.P. e depois como headliners com o Armored Saint como apoio. Em um show em Portland, Oregon, o Metallica tocou "The Money Will Roll Right In" da banda Fang, com o Armored Saint no palco.
A perna americana da turnê terminou em março de 1985, e a banda passou os meses seguintes trabalhando no próximo álbum de estúdio, Master of Puppets, cujas sessões de gravação estavam programadas para começar em setembro. O Metallica se apresentou no festival Monsters of Rock realizado em Castle Donington, na Inglaterra, em 17 de agosto, diante de 70 000 fãs. A banda se apresentou entre Ratt e Bon Jovi, dois grupos de glam metal com som e aparência muito diferentes do Metallica. No início do concerto, Hetfield declarou à plateia: "Se você veio aqui para ver lycra, maquiagem nos olhos e as palavras 'oh baby' em todas as músicas, esta não é a porra da banda!" Duas semanas depois, o Metallica se apresentou no festival Day on the Green em Oakland, Califórnia, com público de 90 000 pessoas. O último show que o Metallica fez antes de iniciar as gravações foi o Festival Metal Hammer de Loreley, na Alemanha, com headliners Venom. A música "Disposable Heroes", do próximo álbum, foi tocada ao vivo pela primeira vez nesse festival. O Metallica encerrou 1985 com um show no Sacramento Memorial Auditorium, em 29 de dezembro, abrindo para o Y&T, e um concerto de Ano Novo no Civic Auditorium em San Francisco, com Metal Church, Exodus e Megadeth, a primeira vez que o Metallica e o Megadeth compartilharam o palco. Neste show, o Metallica estreou "Master of Puppets", que daria nome ao álbum seguinte da banda.

## Faixas
Todas as letras foram escritas por James Hetfield (Kirk Hammett também contribuiu com as letras de "Creeping Death"). As faixas bônus no relançamento digital foram gravadas ao vivo no Seattle Coliseum, Seattle, Washington, em 29 e 30 de agosto de 1989, e posteriormente apareceram no álbum ao vivo Live Shit: Binge & Purge (1993).
| N.º            | Título                             | Compositor(es)                     | Duração |  |
| 1.             | "Fight Fire With Fire"             | Hetfield, Ulrich, Burton           | 4:44    |  |
| 2.             | "Ride the Lightning"               | Hetfield, Ulrich, Burton, Mustaine | 6:36    |  |
| 3.             | "For Whom the Bell Tolls"          | Hetfield, Ulrich, Burton           | 5:09    |  |
| 4.             | "Fade to Black"                    | Hetfield, Ulrich, Burton, Hammett  | 6:57    |  |
| 5.             | "Trapped Under Ice"                | Hetfield, Ulrich, Hammett          | 4:04    |  |
| 6.             | "Escape"                           | Hetfield, Ulrich, Burton, Hammett  | 4:23    |  |
| 7.             | "Creeping Death"                   | Hetfield, Ulrich, Burton, Hammett  | 6:35    |  |
| 8.             | "The Call of Ktulu" (Instrumental) | Hetfield, Ulrich, Burton, Mustaine | 8:53    |  |
| Duração total: | Duração total:                     | Duração total:                     | 47:25   |  |

| Faixas bônus - versão digital |                                  |         |  |
| N.º                           | Título                           | Duração |  |
| 9.                            | "For Whom the Bell Tolls" (Live) | 5:32    |  |
| 10.                           | "Creeping Death" (Live)          | 7:46    |  |
| Duração total:                | Duração total:                   | 13:18   |  |

### Edição de luxo de 2016
Em 2016, o álbum foi remasterizado e relançado em uma edição de luxo em edição limitada, com uma lista de faixas expandida e conteúdo bônus. A edição de luxo inclui o álbum original em vinil e CD, com um disco de vinil adicional contendo uma apresentação ao vivo gravada em Los Angeles, um picture disc contendo a lista de faixas do single "Creeping Death", seis CDs de gravações ao vivo, entrevistas, versões preliminares e demos gravadas de 1984 a 1985, e um DVD com shows ao vivo e entrevistas com a banda.

## Créditos
Os créditos são adaptados das notas do encarte do álbum.
Metallica
- James Hetfield – vocais principais, guitarra base, guitarra acústica em "Fade to Black"
- Kirk Hammett – guitarra solo, vocais de apoio
- Cliff Burton – baixo, vocais de apoio
- Lars Ulrich – bateria, percussão, vocais de apoio em "Ride the Lightning", bigorna em "For Whom the Bell Tolls"[62]

Produção
- Metallica – produção
- Flemming Rasmussen – assistente de produção, engenharia
- Mark Whitaker – assistente de produção, engenheiro de som de concertos, gerente de produção ao vivo
- Tom Coyne – masterização na versão da Megaforce
- Tim Young – masterização na versão da Music for Nations
- Bob Ludwig – masterização na versão da Elektra
- George Marino – remasterização de 1995
- Howie Weinberg – remasterização de 2016

Embalagem
- Metallica – conceito da capa
- AD Artists – design da capa
- Fin Costello, Anthony D. Somella, Robert Hoetink – fotos internas da capa
- Pete Cronin, Rick Brackett, Harold Oimen – fotos da contracapa

Faixas bônus do relançamento digital
- Jason Newsted – baixo, vocais de apoio
- Mike Gillies – mixagem

## Certificações
| País           | Certificação           | Vendas     |
| -------------- | ---------------------- | ---------- |
| Canadá         | Platina - Music Canada | 100.000+   |
| Estados Unidos | 6× Platina - RIAA      | 6.120.000+ |